# Coelioxys castanea
Coelioxys castanea är en biart som beskrevs av Morawitz 1886. Coelioxys castanea ingår i släktet kägelbin, och familjen buksamlarbin. Inga underarter finns listade i Catalogue of Life.